# 2009年9月

## 9月30日
- 印度尼西亚苏门答腊岛发生里氏7.6级强烈地震，造成至少1100人死亡。CNN（页面存档备份，存于）聯合新聞網 香港電台[永久] BBC中文网（页面存档备份，存于）
- 俄罗斯联盟TMA-16载人飞船搭载世界上第七位太空游客、太陽馬戲團创始人盖·拉利伯特和另外2名宇航员在哈萨克斯坦拜科努尔发射场升空，前往国际空间站。新华网（页面存档备份，存于）
- 欧盟一个调查小组发布2008年南奥塞梯战争的调查报告，认定格鲁吉亚的军事行动触发战争，但同时指责俄罗斯过分使用武力。新华网 Archive.today的存檔，存档日期2013-01-05

## 9月29日
- 太平洋萨摩亚群岛附近海域发生里氏8.3级强烈地震，并引发海啸，造成萨摩亚和美属萨摩亚至少34人死亡。华尔街日报（页面存档备份，存于）

## 9月28日
- 几内亚首都科纳克里爆发反对军政府领导人穆萨·达迪斯·卡马拉的示威游行，遭到安全部队的开枪镇压，造成至少128名示威者死亡。新华网 Archive.today的存檔，存档日期2013-04-28

## 9月27日
- 德国总理安格拉·默克尔率领的由基督教民主联盟和基督教社会联盟组成的政党联盟赢得当天举行的联邦议院选举。新华网

## 9月26日
- (現時為颱風)在菲律賓東北沿海登陆，引发洪灾和山体滑坡，造成至少73人死亡，23人失踪。新华网新华网（页面存档备份，存于）
- 臺灣2009年雲林縣第二選區立法委員補選，由民主進步黨提名的劉建國以7萬餘票獲勝。 中央社－奇摩新聞[]
- 台湾澎湖縣進行博弈條款公投，贊成票數13,397票，反對票數17,359票，澎湖縣博弈產業確定破局，將配合中央政策推動，朝國家能源低碳島方向前進。

## 9月25日
- 二十国集团第三次金融峰会在匹兹堡闭幕，与会领导人就金融体系改革等一系列问题达成共识，发表《领导人声明》。人民网（页面存档备份，存于）

## 9月24日
- 英国一名探金爱好者于日前在英格兰斯塔福德郡的一家私人农场发现了总数达1500多件的英国最大的盎格鲁-撒克逊黄金制品文物群。新华网 Archive.today的存檔，存档日期2013-04-28
- 联合国安理会开始举行核不扩散与核裁军峰会。会议一开始，安理会便一致通过了《第1887号决议》。决议呼吁各国致力于推动防扩散与核裁军，为在全世界范围内全面消除核武器创造条件。新华网（页面存档备份，存于）

## 9月23日
- 劫匪乘坐直升機，搶劫瑞典斯德哥爾摩的G4S金庫。蘋果日報（页面存档备份，存于）
- 澳大利亚东部地区遭受沙尘暴侵袭，是70年来最大的一场沙尘暴，共造成数千万澳元的损失。中国新闻网（页面存档备份，存于）国际在线（页面存档备份，存于）

## 9月22日
- 保加利亚前外交部长伊琳娜·博科娃在联合国教科文组织执行局在法国巴黎的总干事提名人选中胜出，成为唯一候选人。将在下月举行的第35届联合国教科文组织大会出任新任总干事。新华网 Archive.today的存檔，存档日期2013-04-28

## 9月21日
- 国际汽车联合会针对雷诺车队在2008年新加坡大奖赛中以故意撞车方式操控比赛一案作出对该车队禁赛两年缓刑两年的判罚。网易

## 9月20日
- 劉翔京奧養傷13個月後復出，在上海国际田径黄金大奖赛跑出13.15秒，获得亞軍。苹果日报（页面存档备份，存于）
- 澳門舉行第四屆立法會選舉。

## 9月19日
- 日本警方在群馬縣的山區發現9月11日登山失踪的漫畫家、《蠟筆小新》的作者臼井儀人的遺體。新华网（页面存档备份，存于）

## 9月18日
- 世界上播放时间最长的肥皂剧《指路明灯》在哥伦比亚广播公司电视台播出最后一集，该剧在长达72年的历史中共播放了15700多集。新华网（页面存档备份，存于）

## 9月17日
- 美国总统奥巴马宣布放弃在东欧设立导弹防御基地的计划，转为在欧洲分布更先进的导弹传感和拦截器应对可能来自伊朗的短距离导弹威胁。中国新闻网（页面存档备份，存于）

## 9月16日
- 日本民主党党首鸠山由纪夫在日本特别国会首相指名选举中当选为日本第93代、第60位首相。中新网[永久]
- 在法国斯特拉斯堡召开的欧洲议会全会选举若泽·曼努埃尔·巴罗佐连任新一届欧盟委员会主席。新华网 Archive.today的存檔，存档日期2013-04-28

## 9月15日
- 台风巨爵在中国广东省台山市北陡镇沿海地区登陆，受此影响，广东省最大风速达14级，造成至少9人死亡，9人失踪。新华网（页面存档备份，存于）新华网
- 挪威首相延斯·斯托尔滕贝格率领的以挪威工党为首的左翼政党联盟在14日举行的挪威议会选举中获胜。新华网 Archive.today的存檔，存档日期2013-04-28
- 第六十四届联合国大会在纽约联合国总部开幕。新任联大主席、利比亚外交官阿里·图里基主持召开了新一届联大的第一次全体会议。人民网（页面存档备份，存于）
- 9月5日至9月15日－第21屆聽障奧運於台灣台北市舉行。

## 9月14日
- 海南航天发射场在中国海南省文昌市开工建设，将成为继酒泉、太原、西昌之后的中国第四个航天发射场。新华网（页面存档备份，存于）
- 国际原子能机构年度大会在维也纳开幕，正式批准日本核不扩散与核能担当大使天野之弥出任下届总干事。BBC中文网（页面存档备份，存于）
- 阿根廷選手德爾波特羅在纽约举行的2009年美國網球公開賽男单决赛中擊敗瑞士选手費德勒获得冠军。麗臺運動報新华网（页面存档备份，存于）

## 9月13日
- 比利时选手克里斯特尔斯在纽约举行的2009年美國網球公開賽女单决赛中擊敗丹麦选手沃兹尼亚齐获得冠军。搜狐（页面存档备份，存于）
- 美國向安理會遞交草案呼籲各國銷毀原子彈。

## 9月12日
- 以色列导演萨缪尔·毛兹执导的電影《黎巴嫩》在第66届威尼斯電影節中獲得最佳影片金獅獎。新华网（页面存档备份，存于）

## 9月11日
- 日本宇宙航空研究开发机构首艘空间站转运飞行器在种子岛宇宙中心由H-IIB运载火箭搭载升空，前往国际空间站。新华网（页面存档备份，存于）
- 中華民國前總統陳水扁所涉及四大弊案第一審宣判。陳水扁成立六項罪名，獲判無期徒刑，並科罰金新台幣二億元。吳淑珍獲判無期徒刑，罰金三億元。 聯合新聞網
- 摩尔多瓦总统弗拉迪米尔·沃罗宁因他领导的共产党人党成为反对党后决定辞去总统职务，担任议会议员。新浪网[]俄新网
- IEEE正式通過802.11n的無線區域網路標準，頻寬可達每秒300MB。cnet网易[永久]

## 9月10日
- 吳敦義正式就任中華民國行政院院長，其率领的内阁正式接替為莫拉克風災負政治責任而下台的劉兆玄內閣。BBC（页面存档备份，存于）
- 英国首相戈登·布朗代表英国政府向计算机科学奠基人、同性恋者艾伦·图灵道歉。当年，艾伦·图灵因身为同性恋而受到迫害并自杀。中国新闻网（页面存档备份，存于）

## 9月8日
- 总部设在瑞士日内瓦的世界经济论坛公布《2009－2010全球竞争力报告》，瑞士已超越美国成为全球最具竞争力的经济体，竞争力排行榜的前十名依次是瑞士、美国、新加坡、瑞典、丹麦、芬兰、德国、日本、加拿大和荷兰。金砖四国中，中国大陆从去年第30位升至第29位，印度由第50位升至第49位，巴西由第64位升至第56位，俄罗斯则由第51位降至第63位。新华网（页面存档备份，存于）
- 9月8日，中国河南省平顶山市新华区新华四矿发生瓦斯爆炸事故，造成至少56人死亡。新华网（页面存档备份，存于）

## 9月7日
- 中華民國行政院院長劉兆玄請辭獲准，將由中國國民黨副主席兼秘書長吳敦義接任院長。自由時報[]
- 太平洋岛国萨摩亚的道路行车规则由靠右侧行车改为靠左侧行车，成为1970年代以来首个更改车辆左右行规则的国家。凤凰网（页面存档备份，存于）

## 9月5日
- 第二十一屆夏季聽障奧林匹克運動會在台灣台北市開幕。聯合新聞網

## 9月4日
- G20财长和央行行长会议在伦敦召开，就全球经济显露复苏、国际金融机构改革等议题展开探讨。新浪网 （页面存档备份，存于）

## 9月3日
- 一个国际科研小组在《科学》杂志上发文称，全球变暖已经逆转了北极地区的自然冷却趋势，北极地区的温度目前处于2000年来的最高水平。新华网（页面存档备份，存于）

## 9月2日
- 由于斐济在2006年的军事政变之后未能在规定期限内满足英联邦提出的于2010年10月底前举行民主选举的要求，而被英联邦中止其成员的资格。新华网（页面存档备份，存于）
- 印度尼西亚西爪哇省附近的印度洋海域发生里氏7.3级的强烈地震，造成至少57人死亡、40多人失踪。新华网新华网（页面存档备份，存于）
- 全球最大的制药商辉瑞公司与美国司法部达成和解协议，同意对其故意夸大药品适用范围的刑事指控认罪，并将支付23亿美元以了结对其不当营销药品的指控。新华网（页面存档备份，存于）
- 第66届威尼斯电影节在意大利威尼斯丽都岛开幕，台湾导演李安出任主竞赛单元的评审团主席。新华网（页面存档备份，存于）

## 9月1日
- 陈水扁家庭所涉伪证案下午4时一审宣判，陈水扁的妻子吴淑珍涉嫌教唆伪证，判刑2年，减刑为1年；陈水扁的女儿陈幸妤、女婿赵建铭、儿子陈致中涉嫌作伪证，判刑1年，减刑为6个月；前101大楼董事长陈敏薰涉嫌作伪证，判刑1年6个月。新华网（页面存档备份，存于）
- 台灣大哥大在2009年跨年夜發生大當機，導致2萬多名用戶訊號中斷，元凶是承包台灣大哥大維修工程的諾基亞公司，2008年3月底離職的工程師入侵主機刪除資料導致，檢方依妨害電腦使用罪嫌起訴。 nownews（页面存档备份，存于）
- 拍卖网站eBay同意以20亿美元的价格出让网络电话公司Skype的控股权。BBC中文网（页面存档备份，存于）
- 美国、俄罗斯、德国等多国政要参与在波兰举行的第二次世界大战欧洲战事爆发70周年纪念活动。南方报业网[]